# Концевич Лев Рафаїлович
Лев Рафаї́лович Конце́вич (рос. Концевич Лев Рафаилович; 3 вересня 1930 Тамбов, РРФСР) — радянський та російський сходознавець, кореєзнавець, кандидат філологічних наук.
Відомий передусім розробкою системи транслітерації знаків корейського алфавіту хангиль на кирилицю (Система Концевича), що нині є де-факто стандартом при перекладі корейських слів на кирилицю, а з 1970-х років застосовується при передачі географічних назв Кореї. Батько математика Максима Концевича.

## Біографія
Закінчив Московський інститут сходознавства й аспірантуру Інституту сходознавства Академії наук СРСР, потім працював там молодшим науковим співробітником. У 1958—1974 роках працював завідувачем відділу культури і мови та відповідальним секретарем наукового журналу «Народи Азії та Африки» (нині «Схід»). У 1973 році захистив дисертацію і здобув ступінь кандидата філологічних наук. У 1974 році повернувся в Інститут сходознавства як старший науковий співробітник. У 1991—1995 роках працював професором у Південній Кореї. У 1995—2003 роках був провідним науковим співробітником Міжнародного центру кореєзнавства МДУ (за сумісництвом). В даний час — провідний науковий співробітник Відділу мов Сходу в Інституті сходознавства.

## Наукова діяльність
Автор і редактор багатьох досліджень, статей і публікацій зі сходознавства, а також перекладів корейської традиційної літератури. Відомий передусім розробкою правил транскрибування з хангиль на кирилицю. Лауреат премії за досягнення в галузі корейського мовознавства Наукового фонду Тонсун у Сеулі.
Серед найзначніших публікацій: складання та підготовка до видання «Вибраних праць. Праць східного та загального мовознавства» Є. Д. Поліванова (1991), посмертне видання «Граматики корейської мови (Теоретичний курс)» Ю. М. Мазура (2001), «Самгук саги» (т. 3, спільно з іншими, 2002), чотири випуски альманаху «Російське кореєзнавство» (гол. редактор, 2001—2008), довідковий посібник «Китайські імена власні і терміни у російському тексті» (2002), розділи корейської класичної прози та поезії в серії «Бібліотеки всесвітньої літератури» (т . 16 і 18), статті з корейської міфології в енциклопедії «Міфи народів світу» (1980—1982), «Корейські перекази і легенди з середньовічних книг» (1980), складання та переклад (спільно з М. І. Нікітіною) зі старокорейскої антології «Бамбук в снігу. Корейська лірика 8—19 ст. (У поетичному перекладі О. Жовтиса)» (1978) та ін.